# National Hockey League 1988/1989
National Hockey League 1988/1989 var den 72:a NHL-säsongen, samtliga 21 lag spelade 80 grundspelsmatcher innan det avgjordes vilka som gick vidare till slutspel som började den 5 april 1989. Calgary Flames blev mästare för första gången efter att ha besegrat Montreal Canadiens i den helkanadensiska Stanley Cup-finalen med 4-2 i matcher.
Mario Lemieux vann grundspelets poängliga på 199 poäng, 85 mål + 114 assist, på de 76 matcherna han spelade och var bara 1 poäng från att klara drömgränsen på 200 poäng som bara Wayne Gretzky hade klarat av innan dess.
Wayne Gretzky gjorde sin första säsong för Los Angeles Kings efter att ha spelat för Edmonton Oilers mellan säsongerna 1978/1979 och 1987/1988.

## Grundserien 1988/1989

### Prince of Wales Conference
| Adams Division     | GP | V  | O  | F  | GM  | IM  | Pts |
| ------------------ | -- | -- | -- | -- | --- | --- | --- |
| Montreal Canadiens | 80 | 53 | 9  | 18 | 315 | 218 | 115 |
| Boston Bruins      | 80 | 37 | 14 | 29 | 289 | 256 | 88  |
| Buffalo Sabres     | 80 | 38 | 7  | 35 | 291 | 299 | 83  |
| Hartford Whalers   | 80 | 37 | 5  | 38 | 299 | 290 | 79  |
| Quebec Nordiques   | 80 | 27 | 7  | 46 | 269 | 342 | 61  |

| Patrick Division    | GP | V  | O  | F  | GM  | IM  | Pts |
| ------------------- | -- | -- | -- | -- | --- | --- | --- |
| Washington Capitals | 80 | 41 | 10 | 29 | 305 | 259 | 92  |
| Pittsburgh Penguins | 80 | 40 | 7  | 33 | 347 | 349 | 87  |
| New York Rangers    | 80 | 37 | 8  | 35 | 310 | 307 | 82  |
| Philadelphia Flyers | 80 | 36 | 8  | 36 | 307 | 285 | 80  |
| New Jersey Devils   | 80 | 27 | 12 | 41 | 281 | 325 | 66  |
| New York Islanders  | 80 | 28 | 5  | 47 | 265 | 325 | 61  |

### Clarence Campbell Conference
| Norris Division       | GP | V  | O  | F  | GM  | IM  | Pts |
| --------------------- | -- | -- | -- | -- | --- | --- | --- |
| Detroit Red Wings     | 80 | 34 | 12 | 34 | 313 | 316 | 80  |
| St. Louis Blues       | 80 | 33 | 12 | 35 | 275 | 285 | 78  |
| Minnesota North Stars | 80 | 27 | 16 | 37 | 258 | 278 | 70  |
| Chicago Black Hawks   | 80 | 27 | 12 | 41 | 297 | 335 | 66  |
| Toronto Maple Leafs   | 80 | 28 | 6  | 46 | 259 | 342 | 62  |

| Smythe Division   | GP | V  | O  | F  | GM  | IM  | Pts |
| ----------------- | -- | -- | -- | -- | --- | --- | --- |
| Calgary Flames    | 80 | 54 | 9  | 17 | 354 | 226 | 117 |
| Los Angeles Kings | 80 | 42 | 7  | 31 | 376 | 335 | 91  |
| Edmonton Oilers   | 80 | 38 | 8  | 34 | 325 | 306 | 84  |
| Vancouver Canucks | 80 | 33 | 8  | 39 | 251 | 253 | 74  |
| Winnipeg Jets     | 80 | 26 | 12 | 42 | 300 | 355 | 64  |

## Poängligan 1988/1989
Not: SM = Spelade matcher, M = Mål, A = Assist, Pts = Poäng
| Spelare         | Lag                 | SM | M  | A   | Pts |
| --------------- | ------------------- | -- | -- | --- | --- |
| Mario Lemieux   | Pittsburgh Penguins | 76 | 85 | 114 | 199 |
| Wayne Gretzky   | Los Angeles Kings   | 78 | 54 | 114 | 168 |
| Steve Yzerman   | Detroit Red Wings   | 80 | 65 | 90  | 155 |
| Bernie Nicholls | Los Angeles Kings   | 79 | 70 | 80  | 150 |
| Rob Brown       | Pittsburgh Penguins | 68 | 49 | 66  | 115 |
| Paul Coffey     | Pittsburgh Penguins | 75 | 30 | 83  | 113 |
| Joe Mullen      | Calgary Flames      | 79 | 51 | 59  | 110 |
| Jari Kurri      | Edmonton Oilers     | 76 | 44 | 58  | 102 |
| Jimmy Carson    | Edmonton Oilers     | 80 | 49 | 51  | 100 |
| Luc Robitaille  | Los Angeles Kings   | 78 | 46 | 52  | 98  |

## Slutspelet
16 lag gjorde upp om Stanley Cup-bucklan, matchserierna avgjordes i bäst av sju matcher.
|  | Åttondelsfinaler      | Åttondelsfinaler    |                     |   | Kvartsfinaler | Kvartsfinaler |  |  | Semifinaler | Semifinaler |  |  | Final | Final |
|  |                       |                     |                     |   |               |               |  |  |             |             |  |  |       |       |
|  |                       |                     |                     |   |               |               |  |  |             |             |  |  |       |       |
|  |                       |                     |                     |   |               |               |  |  |             |             |  |  |       |       |
|  | Montreal Canadiens    | 4                   |                     |   |               |               |  |  |             |             |  |  |       |       |
|  | Montreal Canadiens    | 4                   |                     |   |               |               |  |  |             |             |  |  |       |       |
|  | Hartford Whalers      | 0                   |                     |   |               |               |  |  |             |             |  |  |       |       |
|  | Hartford Whalers      | 0                   | Montreal Canadiens  | 4 |               |               |  |  |             |             |  |  |       |       |
|  |                       |                     | Montreal Canadiens  | 4 |               |               |  |  |             |             |  |  |       |       |
|  |                       | Boston Bruins       | 1                   |   |               |               |  |  |             |             |  |  |       |       |
|  | Boston Bruins         | Boston Bruins       | 1                   | 4 |               |               |  |  |             |             |  |  |       |       |
|  | Boston Bruins         |                     |                     | 4 |               |               |  |  |             |             |  |  |       |       |
|  | Buffalo Sabres        | 1                   |                     |   |               |               |  |  |             |             |  |  |       |       |
|  | Buffalo Sabres        | 1                   | Montreal Canadiens  | 4 |               |               |  |  |             |             |  |  |       |       |
|  |                       |                     | Montreal Canadiens  | 4 |               |               |  |  |             |             |  |  |       |       |
|  |                       | Philadelphia Flyers | 2                   |   |               |               |  |  |             |             |  |  |       |       |
|  | Washington Capitals   | Philadelphia Flyers | 2                   | 2 |               |               |  |  |             |             |  |  |       |       |
|  | Washington Capitals   |                     |                     | 2 |               |               |  |  |             |             |  |  |       |       |
|  | Philadelphia Flyers   | 4                   |                     |   |               |               |  |  |             |             |  |  |       |       |
|  | Philadelphia Flyers   | 4                   | Philadelphia Flyers | 4 |               |               |  |  |             |             |  |  |       |       |
|  |                       |                     | Philadelphia Flyers | 4 |               |               |  |  |             |             |  |  |       |       |
|  |                       | Pittsburgh Penguins | 3                   |   |               |               |  |  |             |             |  |  |       |       |
|  | Pittsburgh Penguins   | Pittsburgh Penguins | 3                   | 4 |               |               |  |  |             |             |  |  |       |       |
|  | Pittsburgh Penguins   |                     |                     | 4 |               |               |  |  |             |             |  |  |       |       |
|  | New York Rangers      | 0                   |                     |   |               |               |  |  |             |             |  |  |       |       |
|  | New York Rangers      | 0                   | Montreal Canadiens  | 2 |               |               |  |  |             |             |  |  |       |       |
|  |                       |                     | Montreal Canadiens  | 2 |               |               |  |  |             |             |  |  |       |       |
|  |                       | Calgary Flames      | 4                   |   |               |               |  |  |             |             |  |  |       |       |
|  | Calgary Flames        | Calgary Flames      | 4                   | 4 |               |               |  |  |             |             |  |  |       |       |
|  | Calgary Flames        |                     |                     | 4 |               |               |  |  |             |             |  |  |       |       |
|  | Vancouver Canucks     | 3                   |                     |   |               |               |  |  |             |             |  |  |       |       |
|  | Vancouver Canucks     | 3                   | Calgary Flames      | 4 |               |               |  |  |             |             |  |  |       |       |
|  |                       |                     | Calgary Flames      | 4 |               |               |  |  |             |             |  |  |       |       |
|  |                       | Los Angeles Kings   | 0                   |   |               |               |  |  |             |             |  |  |       |       |
|  | Los Angeles Kings     | Los Angeles Kings   | 0                   | 4 |               |               |  |  |             |             |  |  |       |       |
|  | Los Angeles Kings     |                     |                     | 4 |               |               |  |  |             |             |  |  |       |       |
|  | Edmonton Oilers       | 3                   |                     |   |               |               |  |  |             |             |  |  |       |       |
|  | Edmonton Oilers       | 3                   | Calgary Flames      | 4 |               |               |  |  |             |             |  |  |       |       |
|  |                       |                     | Calgary Flames      | 4 |               |               |  |  |             |             |  |  |       |       |
|  |                       | Chicago Black Hawks | 1                   |   |               |               |  |  |             |             |  |  |       |       |
|  | Detroit Red Wings     | Chicago Black Hawks | 1                   | 2 |               |               |  |  |             |             |  |  |       |       |
|  | Detroit Red Wings     |                     |                     | 2 |               |               |  |  |             |             |  |  |       |       |
|  | Chicago Black Hawks   | 4                   |                     |   |               |               |  |  |             |             |  |  |       |       |
|  | Chicago Black Hawks   | 4                   | Chicago Black Hawks | 4 |               |               |  |  |             |             |  |  |       |       |
|  |                       |                     | Chicago Black Hawks | 4 |               |               |  |  |             |             |  |  |       |       |
|  |                       | St. Louis Blues     | 1                   |   |               |               |  |  |             |             |  |  |       |       |
|  | St. Louis Blues       | St. Louis Blues     | 1                   | 4 |               |               |  |  |             |             |  |  |       |       |
|  | St. Louis Blues       |                     |                     | 4 |               |               |  |  |             |             |  |  |       |       |
|  | Minnesota North Stars | 1                   |                     |   |               |               |  |  |             |             |  |  |       |       |
|  | Minnesota North Stars | 1                   |                     |   |               |               |  |  |             |             |  |  |       |       |

## Stanley Cupsslutspel

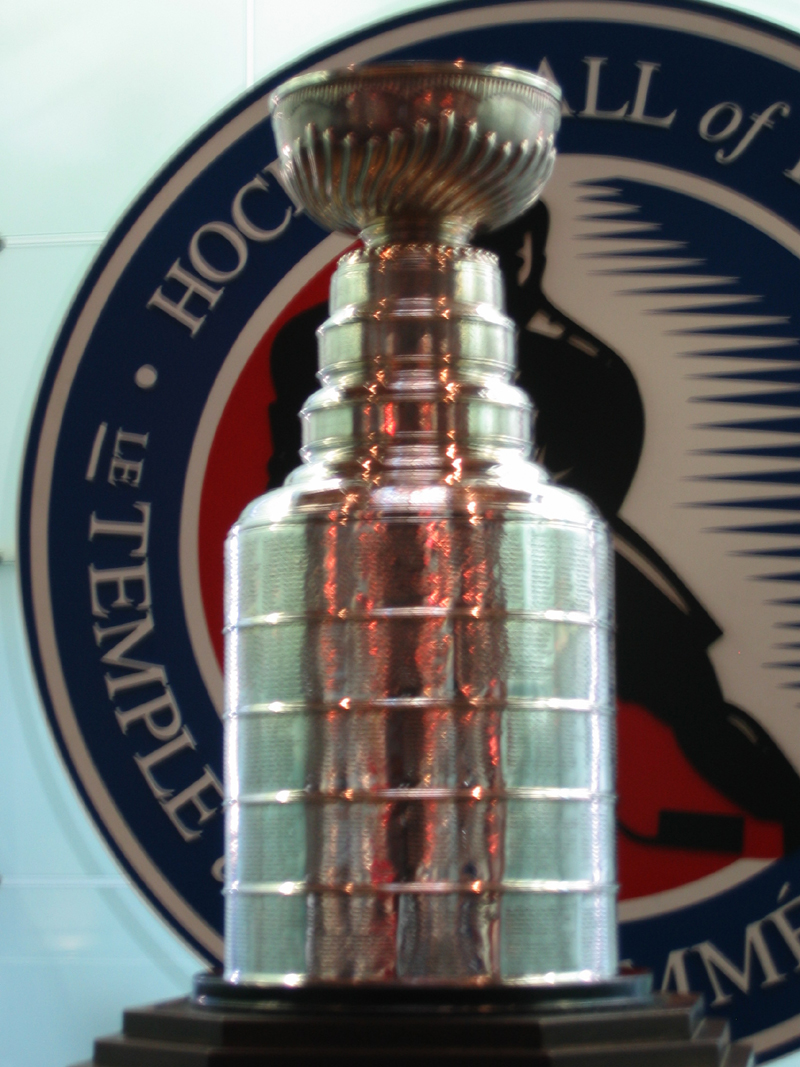
Stanley Cup

Matcherna spelas i bäst av 7 matcher

### Divisionssemifinalerna
| Hartford Whalers - Montreal Canadiens | Hartford Whalers - Montreal Canadiens | Hartford Whalers - Montreal Canadiens | Hartford Whalers - Montreal Canadiens |
| ------------------------------------- | ------------------------------------- | ------------------------------------- | ------------------------------------- |
| Montreal vidare med 4–0               |                                       |                                       |                                       |

| Boston Bruins - Buffalo Sabres | Boston Bruins - Buffalo Sabres | Boston Bruins - Buffalo Sabres | Boston Bruins - Buffalo Sabres |
| ------------------------------ | ------------------------------ | ------------------------------ | ------------------------------ |
| Boston vidare med 4–1          |                                |                                |                                |

| Washington Capitals - Philadelphia Flyers | Washington Capitals - Philadelphia Flyers | Washington Capitals - Philadelphia Flyers | Washington Capitals - Philadelphia Flyers |
| ----------------------------------------- | ----------------------------------------- | ----------------------------------------- | ----------------------------------------- |
| Philadelphia vidare med 4–2               |                                           |                                           |                                           |

| NY Rangers - Pittsburgh Penguins | NY Rangers - Pittsburgh Penguins | NY Rangers - Pittsburgh Penguins | NY Rangers - Pittsburgh Penguins |
| -------------------------------- | -------------------------------- | -------------------------------- | -------------------------------- |
| Pittsburgh vidare med 4–0        |                                  |                                  |                                  |

| Chicago Blackhawks - Detroit Red Wings | Chicago Blackhawks - Detroit Red Wings | Chicago Blackhawks - Detroit Red Wings | Chicago Blackhawks - Detroit Red Wings |
| -------------------------------------- | -------------------------------------- | -------------------------------------- | -------------------------------------- |
| Chicago vidare med 4–2                 |                                        |                                        |                                        |

| Minnesota North Stars - St. Louis Blues | Minnesota North Stars - St. Louis Blues | Minnesota North Stars - St. Louis Blues | Minnesota North Stars - St. Louis Blues |
| --------------------------------------- | --------------------------------------- | --------------------------------------- | --------------------------------------- |
| St. Louis vidare med 4–1                |                                         |                                         |                                         |

| Vancouver Canucks - Calgary Flames | Vancouver Canucks - Calgary Flames | Vancouver Canucks - Calgary Flames | Vancouver Canucks - Calgary Flames |
| ---------------------------------- | ---------------------------------- | ---------------------------------- | ---------------------------------- |
| Calgary vidare med 4–3             |                                    |                                    |                                    |

| Edmonton Oilers - Los Angeles Kings | Edmonton Oilers - Los Angeles Kings | Edmonton Oilers - Los Angeles Kings | Edmonton Oilers - Los Angeles Kings |
| ----------------------------------- | ----------------------------------- | ----------------------------------- | ----------------------------------- |
| Los Angeles vidare med 4–3          |                                     |                                     |                                     |

### Divisionsfinalerna
| Boston Bruins - Montreal Canadiens | Boston Bruins - Montreal Canadiens | Boston Bruins - Montreal Canadiens | Boston Bruins - Montreal Canadiens |
| ---------------------------------- | ---------------------------------- | ---------------------------------- | ---------------------------------- |
| Montreal vidare med 4–1            |                                    |                                    |                                    |

| Philadelphia Flyers - Pittsburgh Penguins | Philadelphia Flyers - Pittsburgh Penguins | Philadelphia Flyers - Pittsburgh Penguins | Philadelphia Flyers - Pittsburgh Penguins |
| ----------------------------------------- | ----------------------------------------- | ----------------------------------------- | ----------------------------------------- |
| Philadelphia vidare med 4–3               |                                           |                                           |                                           |

| Chicago Blackhawks - St. Louis Blues | Chicago Blackhawks - St. Louis Blues | Chicago Blackhawks - St. Louis Blues | Chicago Blackhawks - St. Louis Blues |
| ------------------------------------ | ------------------------------------ | ------------------------------------ | ------------------------------------ |
| Chicago vidare med 4–1               |                                      |                                      |                                      |

| Los Angeles Kings - Calgary Flames | Los Angeles Kings - Calgary Flames | Los Angeles Kings - Calgary Flames | Los Angeles Kings - Calgary Flames |
| ---------------------------------- | ---------------------------------- | ---------------------------------- | ---------------------------------- |
| Calgary vidare med 4–0             |                                    |                                    |                                    |

### Conference-finalerna
| Montreal Canadiens - Philadelphia Flyers                  | Montreal Canadiens - Philadelphia Flyers | Montreal Canadiens - Philadelphia Flyers | Montreal Canadiens - Philadelphia Flyers |
| --------------------------------------------------------- | ---------------------------------------- | ---------------------------------------- | ---------------------------------------- |
| Montreal vidare med 4–2 och vinner Prince of Wales Trophy |                                          |                                          |                                          |

| Chicago Blackhawks - Calgary Flames                         | Chicago Blackhawks - Calgary Flames | Chicago Blackhawks - Calgary Flames | Chicago Blackhawks - Calgary Flames |
| ----------------------------------------------------------- | ----------------------------------- | ----------------------------------- | ----------------------------------- |
| Calgary vidare med 4–1 och vinner Clarence S. Campbell Bowl |                                     |                                     |                                     |

### Stanley Cup-final
- 14 maj 1989: Calgary - Montreal 3 - 2
- 17 maj 1989: Calgary - Montreal 2 - 4
- 19 maj 1989: Montreal - Calgary 4 - 3 efter sudden death
- 21 maj 1989: Montreal - Calgary 2 - 4
- 23 maj 1989: Calgary - Montreal 3 - 2
- 25 maj 1989: Montreal - Calgary 2 - 4

| Montreal Canadiens - Calgary Flames | Montreal Canadiens - Calgary Flames | Montreal Canadiens - Calgary Flames | Montreal Canadiens - Calgary Flames |
| ----------------------------------- | ----------------------------------- | ----------------------------------- | ----------------------------------- |
| Calgary vinner Stanley Cup med 4–2  |                                     |                                     |                                     |

## Debutanter
Några kända debutanter under säsongen:
- Theoren Fleury, Calgary Flames
- Ed Belfour, Chicago Blackhawks
- Jeremy Roenick, Chicago Blackhawks
- Mike Modano, Minnesota North Stars
- Eric Desjardins, Montreal Canadiens
- Jyrki Lumme, Montreal Canadiens
- Tony Granato, New York Rangers
- Mike Richter, New York Rangers
- Mark Recchi, Pittsburgh Penguins
- Joe Sakic, Quebec Nordiques
- Rod Brind'Amour, St. Louis Blues
- Trevor Linden, Vancouver Canucks

## Sista matchen
Bland de som gjorde sin sista match i NHL märks bland annat:
- Håkan Loob, Calgary Flames
- Tomas Jonsson, Edmonton Oilers
- Marcel Dionne, New York Rangers
- Anton Šťastný, Quebec Nordiques
- Bengt-Åke Gustafsson, Washington Capitals